# Holiday Inn

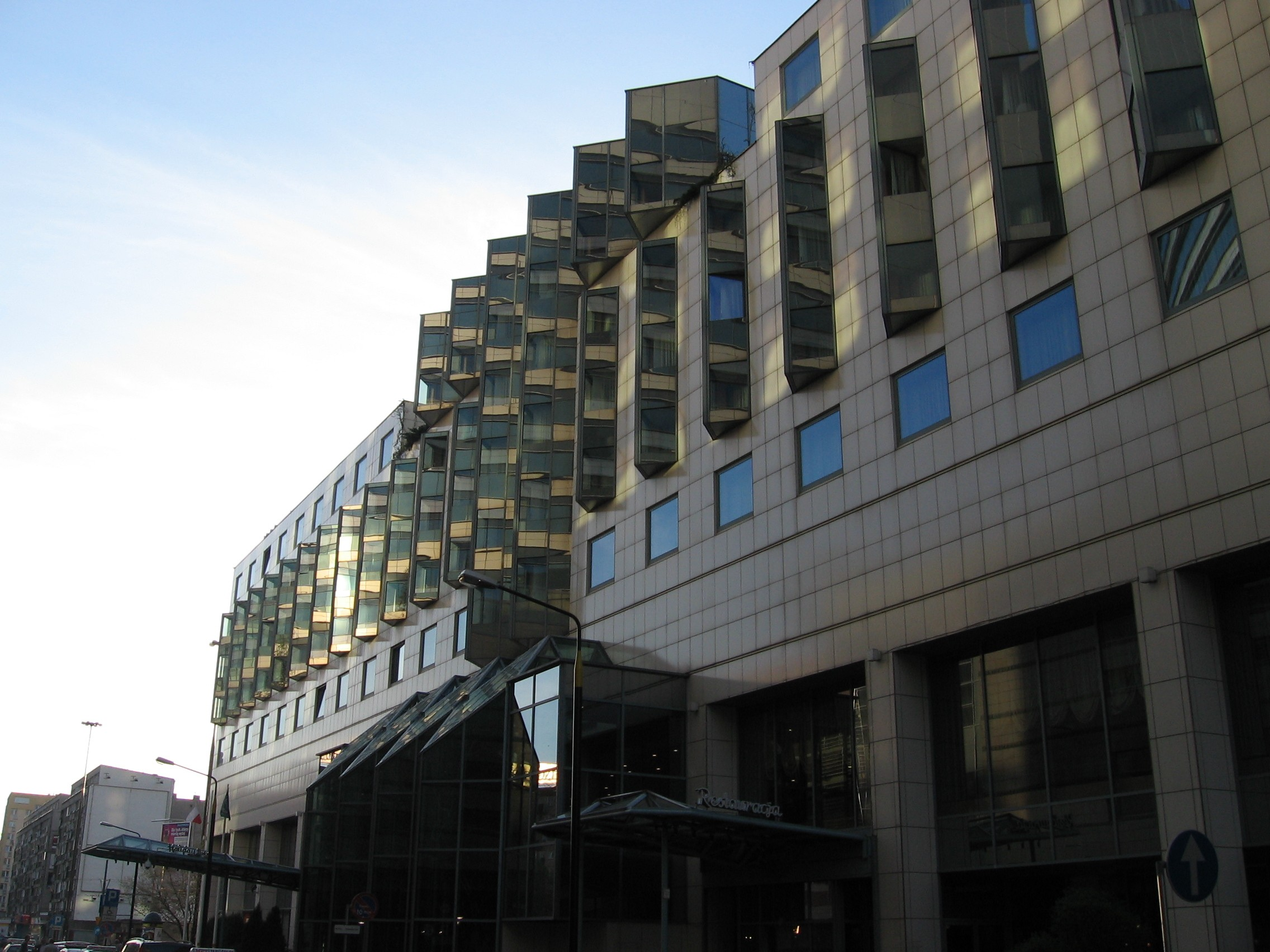
Dawny hotel Holiday Inn Warszawa – obecnie Mercure Warszawa Centrum

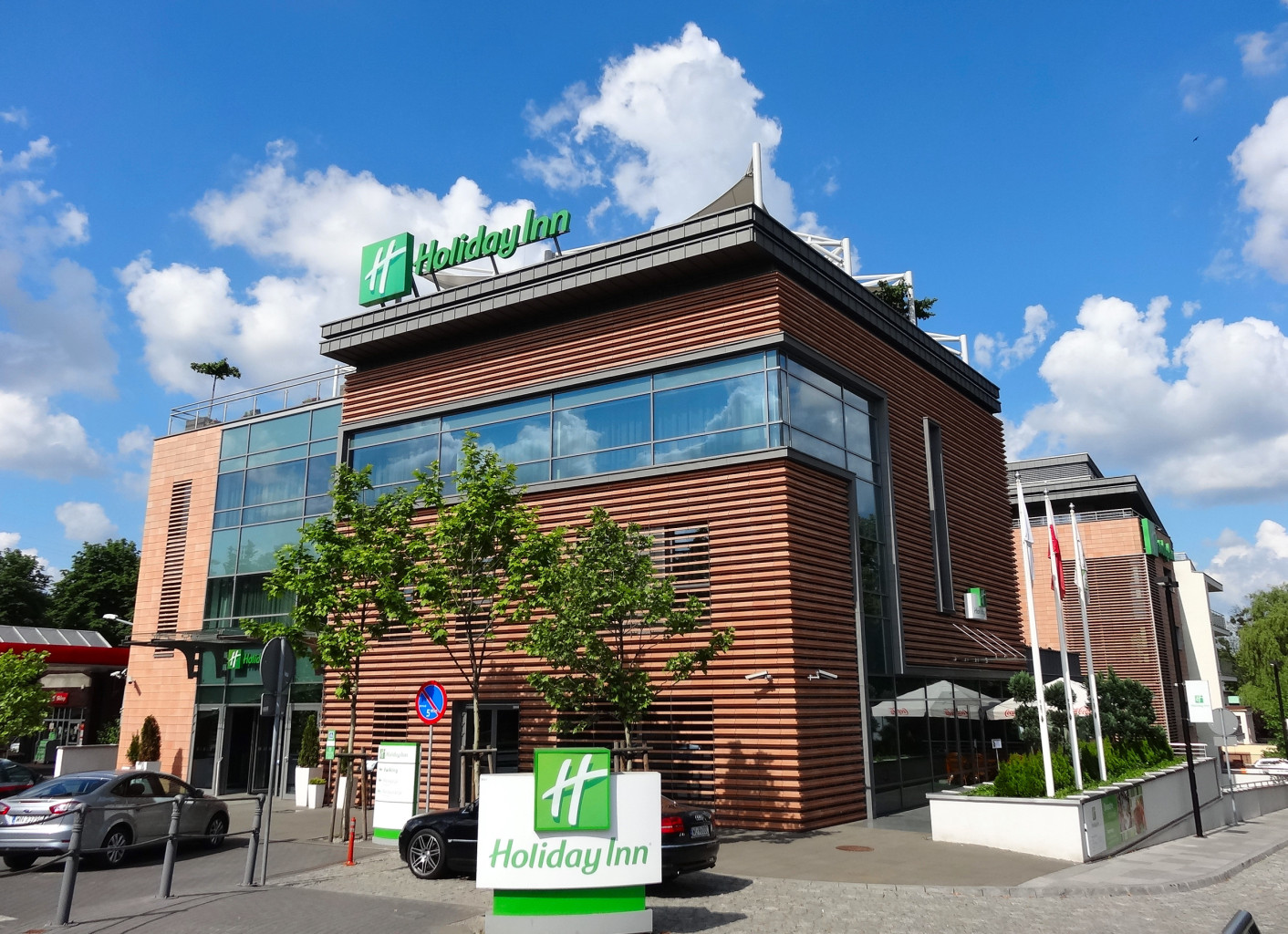
Hotel Holiday Inn Bydgoszcz

Holiday Inn – międzynarodowa sieć hoteli, należąca do InterContinental Hotels Group.
Została założona w 1952 w Stanach Zjednoczonych, w Memphis (stan Tennessee), przez Kemmonsa Wilsona, w celu umożliwienia niedrogich noclegów rodzinnych w czasie podróży po Stanach Zjednoczonych. W 1988 sieć została zakupiona przez brytyjski koncern piwowarski Bass. Ostatecznie w 1990 stała się częścią InterContinental Hotels Group.
Sieć oferuje różne typy hoteli pod różnymi nazwami – oznaczającymi ich standard:
- Holiday Inn Express – hotele średniej klasy, najczęściej bez restauracji,
- Holiday Inn – hotele wyższej klasy z pełnym serwisem hotelowym,
- Holiday Inn Select – hotele wyższej klasy z pełnym serwisem hotelowym (w USA i Kanadzie),
- Holiday Inn SunSpree Resorts – hotele pobytowe (wakacyjne).

## Hotele Holiday Inn w Polsce
Do sieci w Polsce należą następujące hotele:
- Dąbrowa Górnicza – Holiday Inn Dąbrowa Górnicza
- Gdańsk – Holiday Inn Gdańsk City Centre
- Józefów – Holiday Inn Resort Warsaw – Jozefow
- Łódź – Holiday Inn Łódź
- Kraków – Holiday Inn Kraków City Centre
- Szklarska Poręba – Holiday Inn Resort Szklarska Poreba Happy Valley
- Warszawa – Holiday Inn Warsaw City Centre

## Dawne hotele Holiday Inn w Polsce
- Bydgoszcz – Holiday Inn Bydgoszcz (od stycznia 2025 Qubus Hotel Bydgoszcz w sieci Qubus Hotel[1])
- Kraków – Holiday Inn Kraków (obecnie hotel Novotel Kraków City West w sieci Novotel)
- Warszawa – Holiday Inn Warszawa (do stycznia 2013, obecnie hotel Mercure Warszawa Centrum w sieci Mercure)